# Atlasglobal

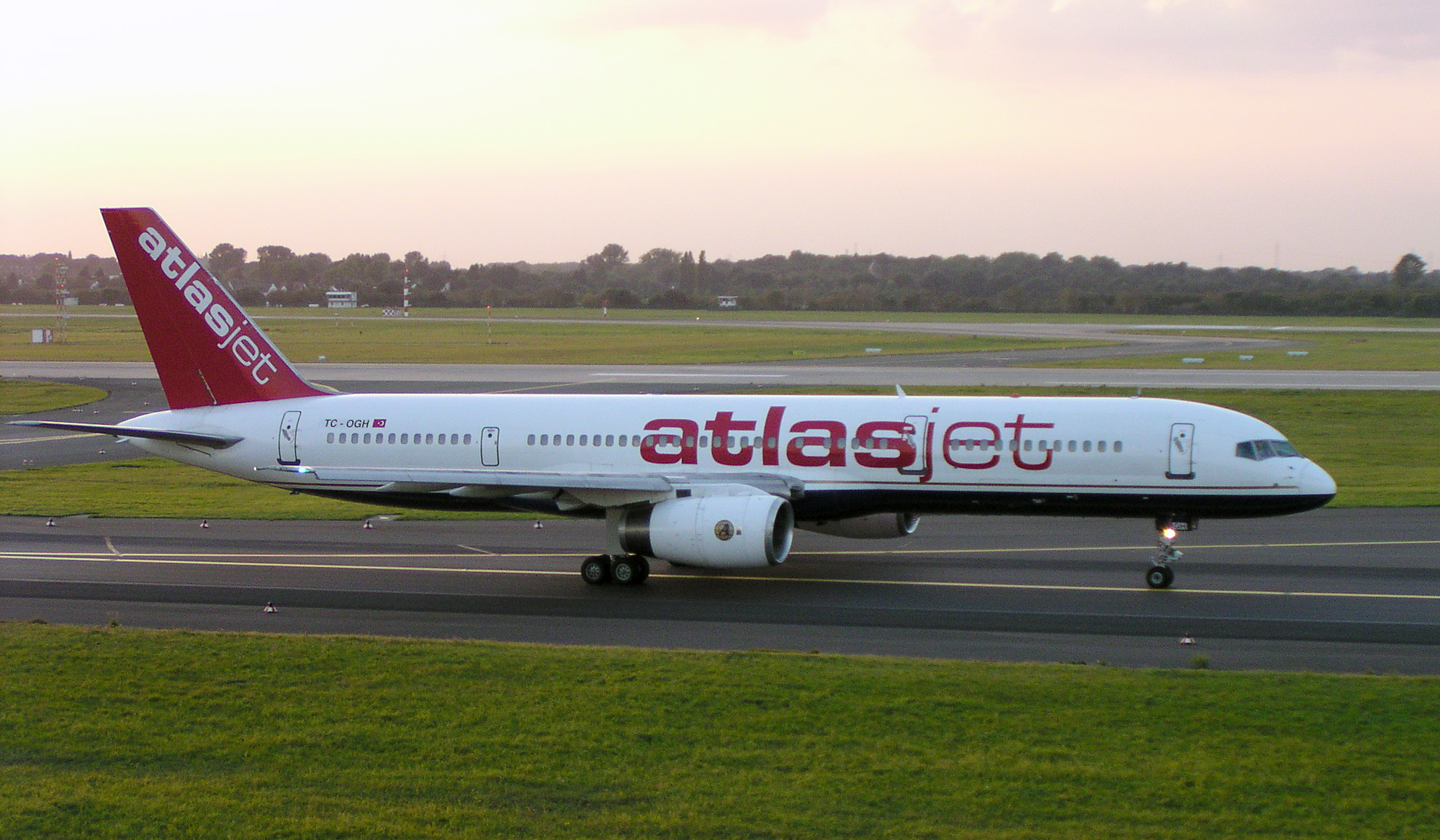
Atlasjet Boeing 757-200

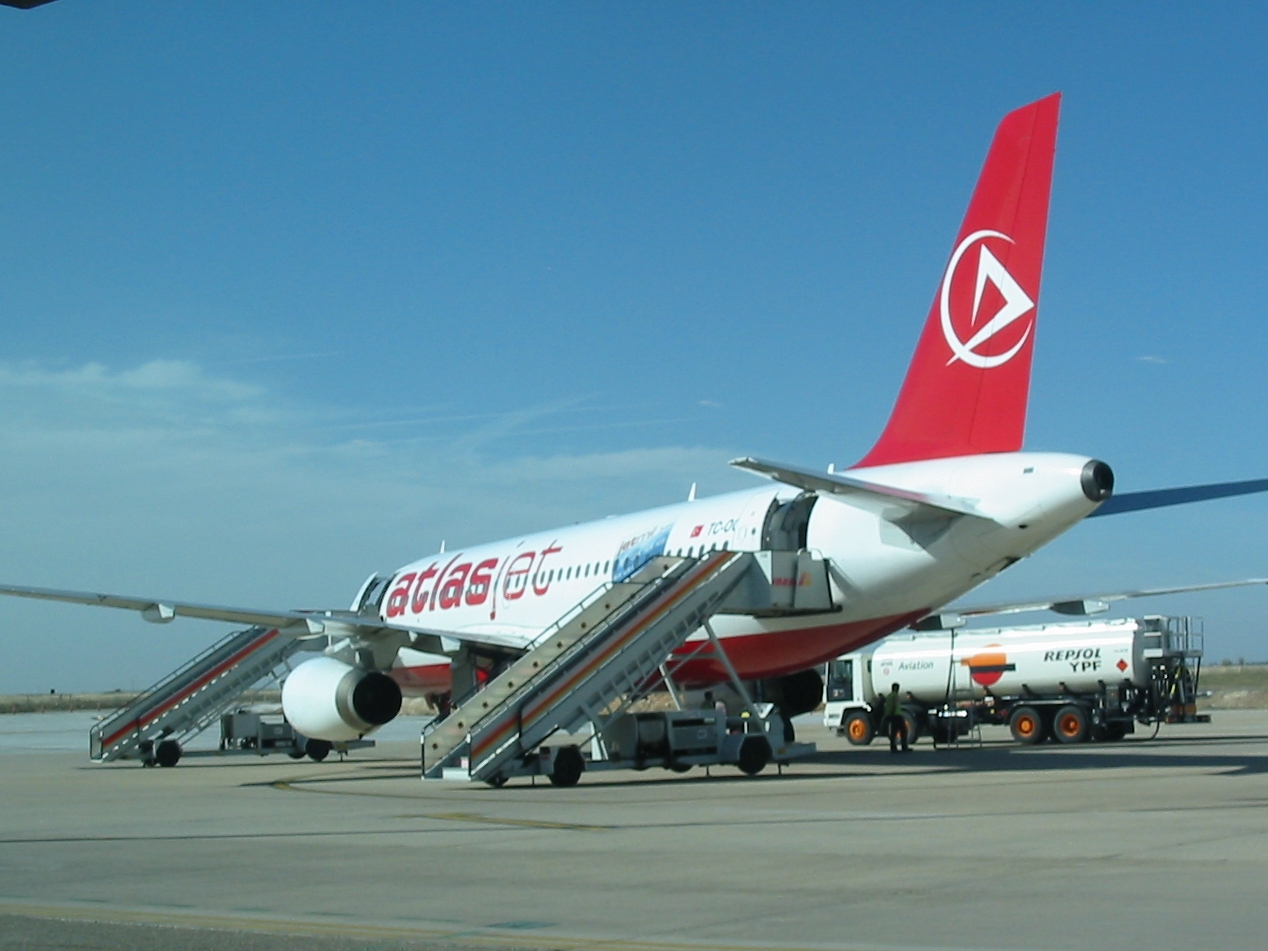
Atlasjet Airbus A320-232 tankar på Valladolids Flygplats

Atlasglobal (innan 31 mars 2015, Atlasjet) var ett flygbolag baserat i Istanbul, Turkiet som flög inrikesflyg i Turkiet och reguljär chartertrafik till Europa, Kazakstan och Förenade Arabemiraten. Från Sverige flög Atlasglobal åt resebolaget Detur som gick i konkurs vid slutet av 2019.
Atlasglobal gick i konkurs 12 februari 2020.